# Roger Asmussen
Pour les articles homonymes, voir Asmussen.
Roger Asmussen, né le 6 septembre 1936 à Bremerhaven et mort le 7 juin 2015, est un homme politique allemand, membre de l'Union chrétienne-démocrate d'Allemagne (CDU).

## Biographie

### Formation et vie professionnelle
Après avoir passé son Abitur, il étudie les sciences économiques à l'université de Fribourg-en-Brisgau, dont il est diplômé en 1960. Il travaille ensuite dans le monde de l'entreprise et a même exercé les fonctions de directeur général. Depuis 2004, il est engagé dans le secteur associatif.

### Engagement politique
Membre de la CDU depuis 1968, il est élu député au Landtag du Schleswig-Holstein en 1971, où il est vice-président du groupe parlementaire entre 1979 et 1983. Le 13 avril 1983, il est nommé ministre des Finances du Land par le ministre-président Uwe Barschel, poste qu'il cumule avec le ministère de l'Économie et des Transports à partir du 9 juin 1987. L'éclatement de l'affaire Barschel ayant empêché de dégager une majorité au Landtag après les élections de septembre 1987, il est chargé de l'intérim de ses ministères à compter du 2 octobre. Il quitte le gouvernement le 31 mai 1988, avec le retour au pouvoir des sociaux-démocrates.
Entre le 23 juin 2005 et le 4 janvier 2006, il a été commissaire à la Protection de la nature du gouvernement régional, un poste dont il a démissionné pour protester contre la politique environnementale du cabinet Carstensen I.